# Trama afghanica
Trama afghanica är en insektsart. Trama afghanica ingår i släktet Trama och familjen långrörsbladlöss. Inga underarter finns listade i Catalogue of Life.